# ديزي دين
ديزي دين (بالإنجليزية: Dizzy Dean) هو لاعب كرة قاعدة أمريكي، ولد في 16 يناير 1910 في مقاطعة لوغان في الولايات المتحدة، وتوفي في 17 يوليو 1974 في رينو في الولايات المتحدة بسبب نوبة قلبية.

## وصلات خارجية
- ديزي دين على موقع دوري كرة القاعدة الرئيسي (الإنجليزية)
- ديزي دين على موقعبيزبول رفرنس.كوم (الدوري الرئيسي) (الإنجليزية)
- ديزي دين على موقعبيزبول رفرنس.كوم (الدوري الثانوي) (الإنجليزية)
- ديزي دين على موقع جمعية أبحاث البيسبول الأمريكية (الإنجليزية)
- ديزي دين على موقع إي إس بي إن.كوم (أم.أل.بي) (الإنجليزية)
- ديزي دين على موقع مشجعي الرسوم البيانية (الإنجليزية)
- ديزي دين على موقع قاعة مشاهير كرة القاعدة (الإنجليزية)
- ديزي دين على موقع قاعة ميسيسيبي للمشاهير الرياضية (الإنجليزية)
- ديزي دين على موقع الموسوعة البريطانية (الإنجليزية)
- ديزي دين على موقع إن إن دي بي (الإنجليزية)
- ديزي دين على موقع ديسكوغز (الإنجليزية)